# Rutilio Grande
Rutilio Grande García S.J. (El Paisnal 5 de juliol de 1928 - Aguilares 12 de març de 1977) va ser un sacerdot salvadorenc. Va ser assassinat el 1977, juntament amb altres dos salvadorencs, fet que va impulsar a Óscar Romero -de qui va ser amic- a insistir al govern que investigués el fet.

## Vida i obra
Grande va néixer a El Paisnal, El Salvador, i va ser el fill últim de Salvador Grande (home d'importància econòmica i política i alcalde d'El Paisnal durant diversos anys i diferents períodes) i de Cristina García, qui va morir quan Rutilio tenia quatre anys; la qual cosa va fer que passés a cura de la seva àvia, que, en paraules de Rutilio, va ser una dona religiosa i a qui el mateix Rutilio va atribuir la responsabilitat del seu esperit i vocació. En la seva joventut va ser reclutat al sacerdoci per l'arquebisbe Luis Chávez i González, ingressant al seminari a mitjans de gener de 1941. va ser formador en el seminari de San José de la Montaña de San Salvador. El 1967 va començar la seva amistat amb Óscar Romero, sacerdot diocesà. Van mantenir aquesta amistat a través dels anys, i al juny de 1970 Grande va servir com a mestre de cerimònies en l'ordenació de Romero com a bisbe auxiliar de Sant Salvador. També va passar un temps d'estudis a Bilbao, on es va allotjar a casa de la família Gerrikagoitia. Ells li recorden encara amb afecte, i com "un home discret, que parlava molt baixet, i guapíssim".
El 24 de setembre de 1972, el pare Grande es va convertir en rector d'Aguilares, la mateixa parròquia en què ell havia passat la seva infantesa i joventut. Allí va ser un dels jesuïta responsables d'establir les Comunidades Eclesiales de Base (CEB) i d'entrenar als líders, anomenats "Delegados de la Palabra". Aquest moviment d'organització camperola va trobar oposició entre els terratinents, que ho veien com una amenaça al seu poder, i també entre els sacerdots conservadors que temien que l'Església catòlica arribés a ser controlada per forces polítiques esquerranes.
Grande també va desafiar al govern per la seva resposta a accions que li van semblar destinades per perseguir els sacerdots salvadorencs fins a silenciar-los. El sacerdot colombià Mario Bernal Londoño, que servia a El Salvador, havia estat segrestat el 28 de gener de 1977 davant del temple d'Apopa prop de Sant Salvador - suposadament per elements guerrillers - juntament amb un membre de la parròquia, que va poder sortir amb vida. Posteriorment el pare Bernal va ser expulsat del país pel govern. El 13 de febrer de 1977, Grande va predicar un sermó que va arribar a ser anomenat el seu "sermó d'Apopa", denunciant l'expulsió del pare Bernal pel govern (denuncia que la mateixa OEA va indicar que pogués haver provocat el seu assassinat):
Estimats germans i amics, em dono perfecte compte que molt aviat la Bíblia i l'Evangeli no podran creuar les fronteres. Només ens arribaran les cobertes, ja que totes les pàgines són subversives-contra el pecat, s'entén. De manera que si Jesús creua la frontera prop de Chalatenango, no el deixaran entrar. L'acusarien d'Home-Déu ... d'agitador, de foraster jueu, que confon al poble amb idees exòtiques i foranes, idees contra la democràcia, sens dir, contra les minoria. Idees contra Déu, perquè és un clan de Caines. Germans, no hi ha dubte que el tornarien a crucificar. I ho han proclamat.

## Mort

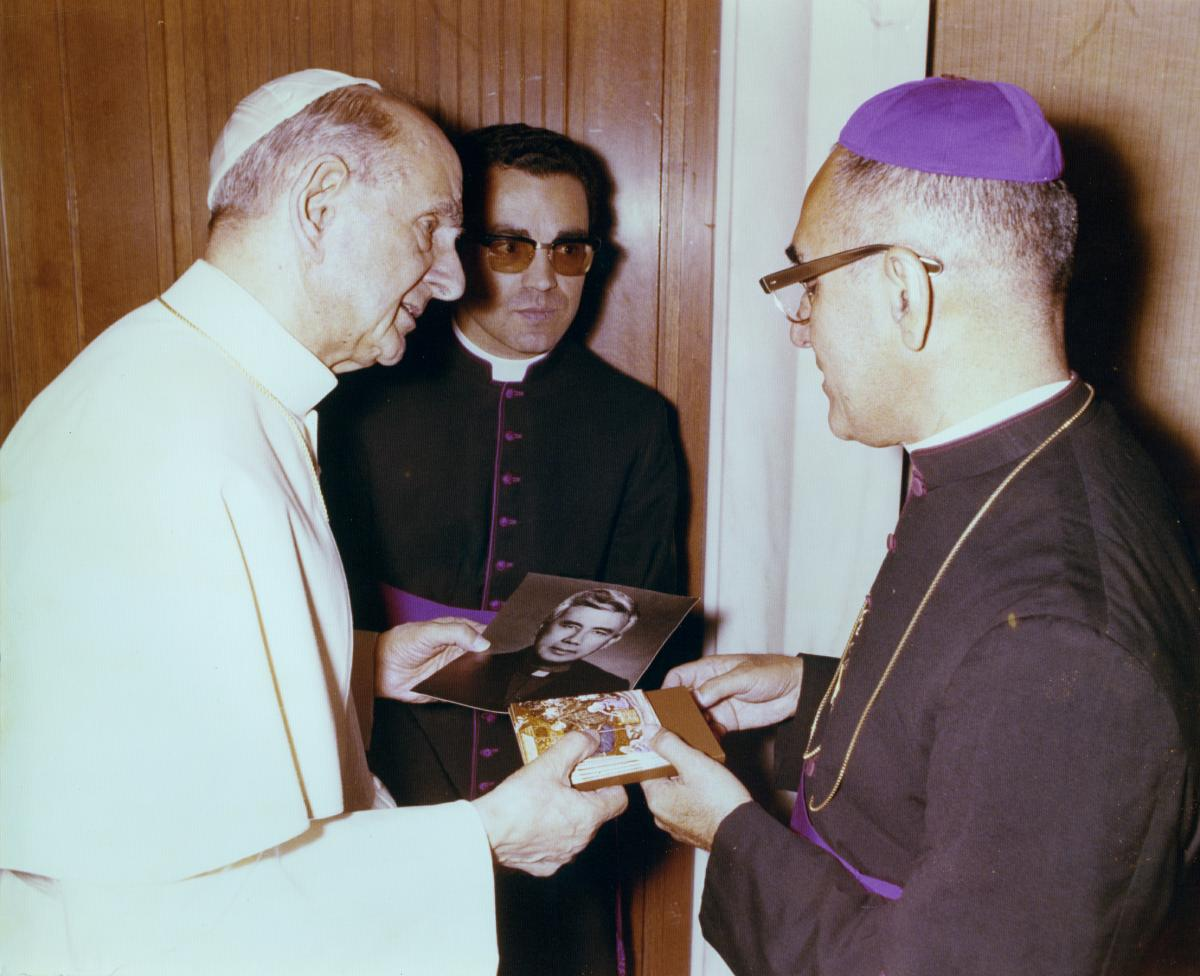
El llavors arquebisbe de San Salvador, Óscar Arnulfo Romero, lliura una fotografia de Grande com a obsequi al papa Pau VI.

El 12 de març de 1977, el pare Grande - acompanyat per Manuel Solorzano, de 72 anys, i Nelson Rutilio Lemus, de 16 - conduïa el jeep atorgat per l'arquebisbat per la carretera que comunica el Municipi d'Aguilares amb el Municipi de l'El Paisnal, ja que partia d'aquella parròquia per celebrar la missa vespertina de la novena de sant Josep, quan els tres van morir metrallats pels anomenats escuadrones de la muerte.
En saber-se dels assassinats, monsenyor Óscar Romero va anar al temple on reposaven els tres cossos i hi va celebrar una missa. En el matí de l'endemà, després de reunir-se amb els sacerdots i consellers, Romero va anunciar que no assistiria més a cap acte governamental ni a cap junta amb el president - i les dues activitats tradicionals del lloc - fins que la mort s'investigués. Ja que mai es va dur a terme cap investigació, Romero no va assistir a cap cerimònia d'Estat, durant els seus tres anys com a arquebisbe.
El diumenge següent, per protestar pels assassinats de Grande i els seus companys, el recentment instal·lat monsenyor Romero va cancel·lar les misses en tota l'arxidiòcesi, per substituir-les per una sola missa a la catedral de San Salvador. Oficials de l'església van criticar la decisió, però més de 150 sacerdots van concelebrar la missa i més de 100.000 persones van acudir a la catedral per escoltar el discurs de Romero, que va demanar la fi de la violència.

## Procés de beatificació
Al març de 2015, l'arquebisbe de San Salvador, José Luis Escobar Ales, va anunciar que s'obriria una investigació sobre la vida del pare Rutilio Grande en honor de formar una causa de beatificació. El procés es troba encara en una fase incipient dins de l'etapa diocesana. Si tot resulta segons el planejat, en enviar la causa de beatificació a la Santa Seu, el procés podria ser més ràpid que el que va ser per a sant Óscar Romero, màrtir, ja que el papa Francesc ha mostrat obertura del procés. Rutilio Grande correspon així al tercer procés de beatificació obert per l'Arquebisbat de San Salvador, al costat del d'Óscar Arnulfo Romero, i al de la mare Clara Quirós.

## Homenatges a "Pare Tilo"
- La biografia cinematogràfica Romero il·lustra l'amistat entre Romero i Grande, les obres comunitàries i l'activisme del pare, i el seu assassinat. En la pel·lícula, la mort de Grande serveix per provocar en Romero un canvi cap a un paper d'activista en l'Església i en la nació. Aquesta perspectiva de la connexió entre els dos successos té el suport de diverses biografies de Romero.[15][16]
- La Comunitat Rutilio Grande es va fundar el 15 de març de 1991, per un grup d'exrefugiats salvadorencs que acabaven de tornar d'11 anys d'exili a Nicaragua. Entre els projectes diversos del grup està Radio Rutilio, una radioemissora que destaca joves locals com a presentadors de notícies i anuncis comunitaris.[17] La comunitat col·labora també amb una congregació luterana americana per brindar educació de secundària als nens locals.[18] A més la comunitat manté un programa de "ciutats germanes" amb la ciutat de Davis, Califòrnia, des 1996.[19]